# Markus Henriksen
Markus Henriksen, född 25 juli 1992, är en norsk fotbollsspelare (mittfältare) som spelar för Rosenborg.

## Klubbkarriär
Den 27 september 2020 blev Henriksen klar för en återkomst i Rosenborg, där han skrev på ett kontrakt fram till 2024.

## Landslagskarriär
Henriksen debuterade för Norges landslag den 12 oktober 2010 i en 2–1-förlust mot Kroatien.